# Нагайка

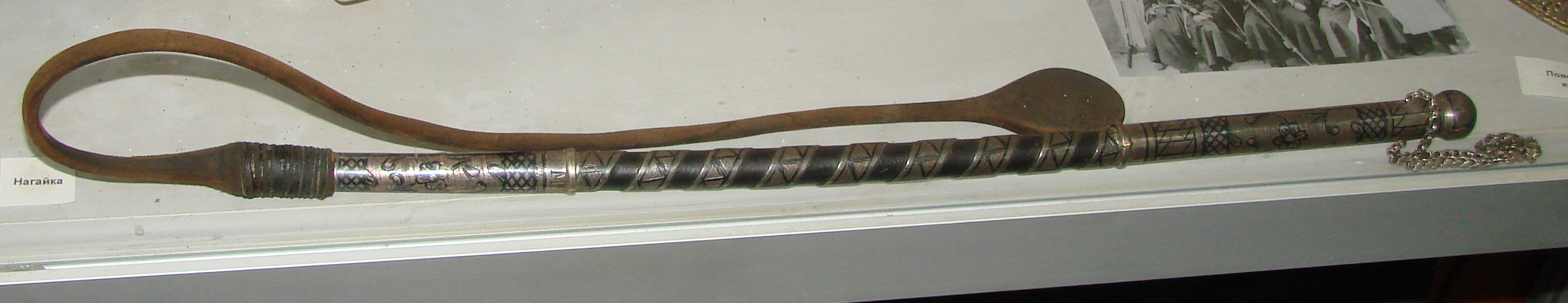
Нагайка

Нага́йка или ногайка — средство управления лошадью, представляющее собой короткую ременную плеть, сплетённую или сшитую из нескольких ремешков и постепенно сужающуюся к концу в большинстве случаев. 
Иногда на конце нагайки делался «шлепок», кожаная плоская нашивка. Шлепок предназначался для того, чтобы не травмировать шкуру лошади относительно тонким кончиком плети при сильном ударе. Иногда вместо шлепка кончик плети расплетался на несколько тонких шнурков с той же целью — рассеять энергию удара, чтобы не травмировать шкуру лошади. В некоторых видах нагаек, например калмыцких «маля» и «ташмг», сама ударная часть плети почти не гнётся и представляет собой очень туго равномерно сплетённый жгут (см. фото внизу). Нагайка в ряде случаев может служить гибким нелетальным ударным оружием. Нагайки использовалась казаками для разгона демонстрантов, а также для осуществления порки в качестве меры наказания.

## Этимология
В лексике, а именно в терминологии казачьей военной атрибутики, усвоенная от народности ногайцы короткая и тяжёлая ременная плеть, которая использовалось как орудие управления конем стала носить название «нагайка», по примеру, как казачий верхний кафтан или чекмень «черкеска» от народности черкесов, танец «лезгинка» от народности лезгин и тому подобное. Сами ногайцы плеть так не называют, по-ногайски и по-казахски плеть называется камшы, а в киргизском (родственном ногайскому) языке плеть называется камчы.

## Описание
Нагайка чаще всего изготавливалась путём плотного сплетения кожаных ремешков, с мешочком на конце. В мешочек («шлепок») иногда вкладывался груз. Одна из разновидностей плетей у калмыков, «ташмг», изготавливалась не путём переплетения узких кожаных ремешков, а путём прошивки нескольких относительно широких полос из сыромятной кожи тонким кожаным шнурком-нитью. Вместо шлепка нагайка могла иметь несколько кончиков для той же цели: «рассеять» излишнюю энергию кончика плети, который в одиночку мог разорвать шкуру лошади при излишне сильном ударе. Иногда в шлепок из ухарства (задорно-молодецкого поведения) вшивали свинцовый утяжелитель или пулю. В этом случае нагайкой нужно было пользоваться осторожней, ибо сила воздействия утяжелённого кончика, естественно, возрастала. 
Существует несколько видов нагаек.

### Донская нагайка
Донская нагайка имеет кольцо (металлическое или ремённое) на конце древка, к которому прикрепляется плеть.

### Калмыцкая нагайка
У плетей разных родовых калмыцких кланов были конструктивные отличия. Обычно у всех калмыцких плетей гибкая кожаная часть наматывалась на древко сбоку. Некоторые калмыцкие плети имели ровный, почти не гнущийся кожаный хлыст. Калмыцкая плеть «маля́» была наиболее близка по конструкции к донской нагайке и отличалась часто лишь способом крепления к древку. Калмыцкая плеть «ташмг» имела особое отличие: кожаный хлыст не плёлся, а изготавливался путём прошивки нескольких слоёв относительно широких полосок сыромятной кожи более тонким ремешком. Калмыки искусно использовали нагайки для конной охоты на волка и зайца, а также против воров.

### Кубанская нагайка
У кубанской нагайки относительно короткая рукоятка оплетена кожей, плавно переходящей в плетение собственно плети.

### Боевая нагайка
Боевая нагайка может быть донской, либо кубанской. Её отличие от классических версий заключается в наличии в плети металлического троса, и утяжелителя в шлепке. Такой нагайкой уже можно охотиться на мелких зверей.

### Уставная нагайка
В Российской Императорской армии использовались нагайки, изготовленные в соответствии с особыми требованиями, утверждёнными приказами.

37. Нагайка (плеть) для всех казачьих войск, кроме кавказских, состоит из: а) плетенки, б) деревянной рукоятки, в) ремешка, оплетающего рукоятку, г) петли для надевания на руку.

Плетенка делается из двух сыромятных ремней, шириною около 1/2 вершка (22 мм) разрезанных на узкие полоски, сплетая их между собою для образования плетенки 1/4 верш. (11 мм) в диаметре. Не разрезанные концы этих ремней, сложенные вместе, служат для прикрепления плетенки к рукоятке сыромятным ремешком, около 1/8 верш. (5,5 мм) толщиною и такой длины, чтобы он, привязав 9 оборотами плетенку к рукоятке, имел бы свободный конец, достаточный для обматывания всей рукоятки до петли надеваемой на руку. Рукоятка березовая, или другого какого-либо твердого дерева, делается в ¼ верш. толщиною и около 10 верш. (44 см) длиною. На противоположном конце рукоятки, на 11/2 верш. (66 мм) от конца, сквозь отверстие, просверленное в дереве продевается сыромятный ремешок, около 1/8 верш. (5-6 мм) ширины и около 8 верш. (35-36 см) длины, концы коего связываются и образуют петлю для надевания на руку всадника. Плечевой ремень сыромятной кожи, длиною около 2 арш. 8 верш. (178 см) и шириною — 3/16-1/4 верш. (8-11 мм) одним концом, посредством сделанного на нём разреза, скрепляется с петлей, надеваемой на руку; другой конец ремня складывается вдвое и связывается с ремнем плоским узлом, на расстоянии 6 верш. (26 см), от другого конца привязанного к рукоятке, образуя таким образом петлю, длиною около 1 арш. (71 см), которая надевается на плечо всадника.
— выписка из Приказа по Военному Ведомству № 125 .1., г. Санкт-Петербург, мая 27 дня 1895 года «О вновь вводимом казачьем конном снаряжении»

## Галерея

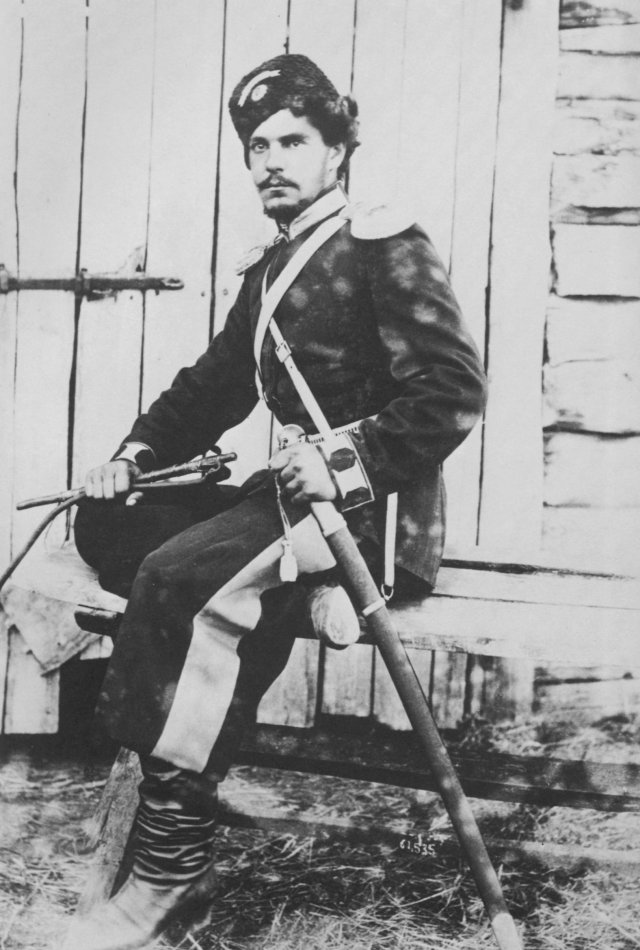
Оренбургский казак с нагайкой в руке.
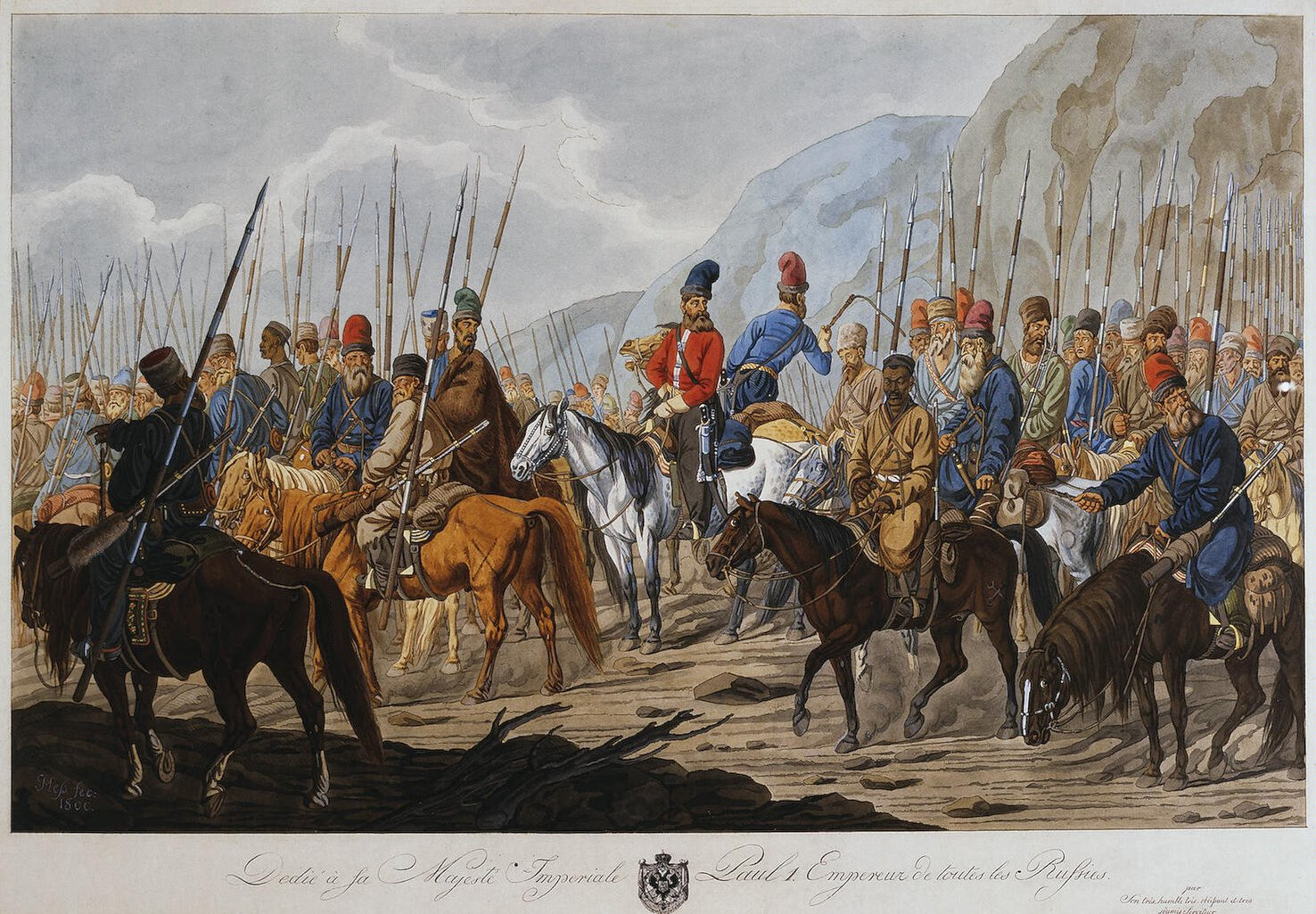
Уральские казаки в походе. У некоторых всадников видны нагайки.
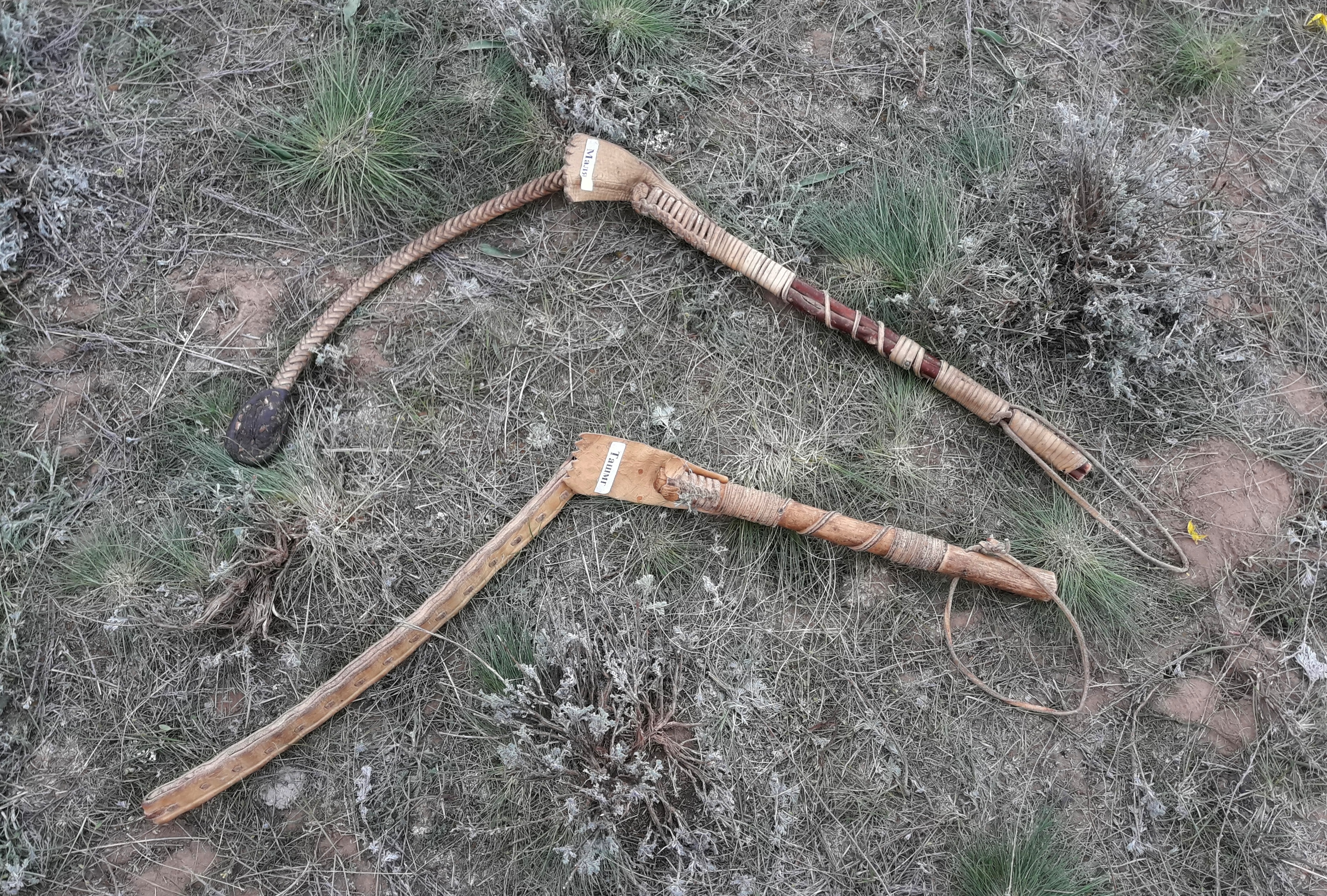
Калмыцкие плети «маля» и «ташмг».
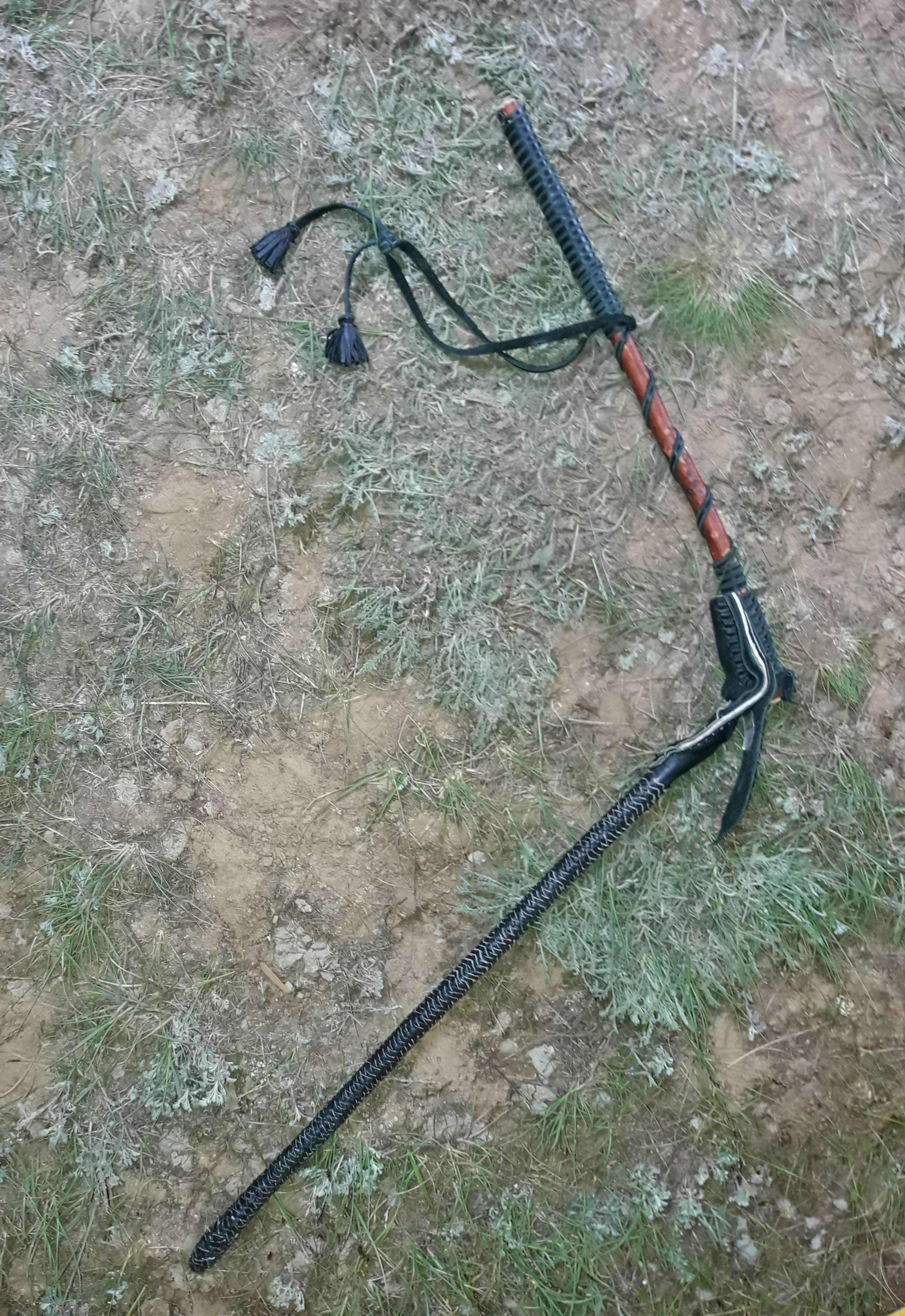
Разновидность калмыцкой плети с равномерно туго сплетённым, почти не гнущимся кожаным хлыстом без сужения к кончику.
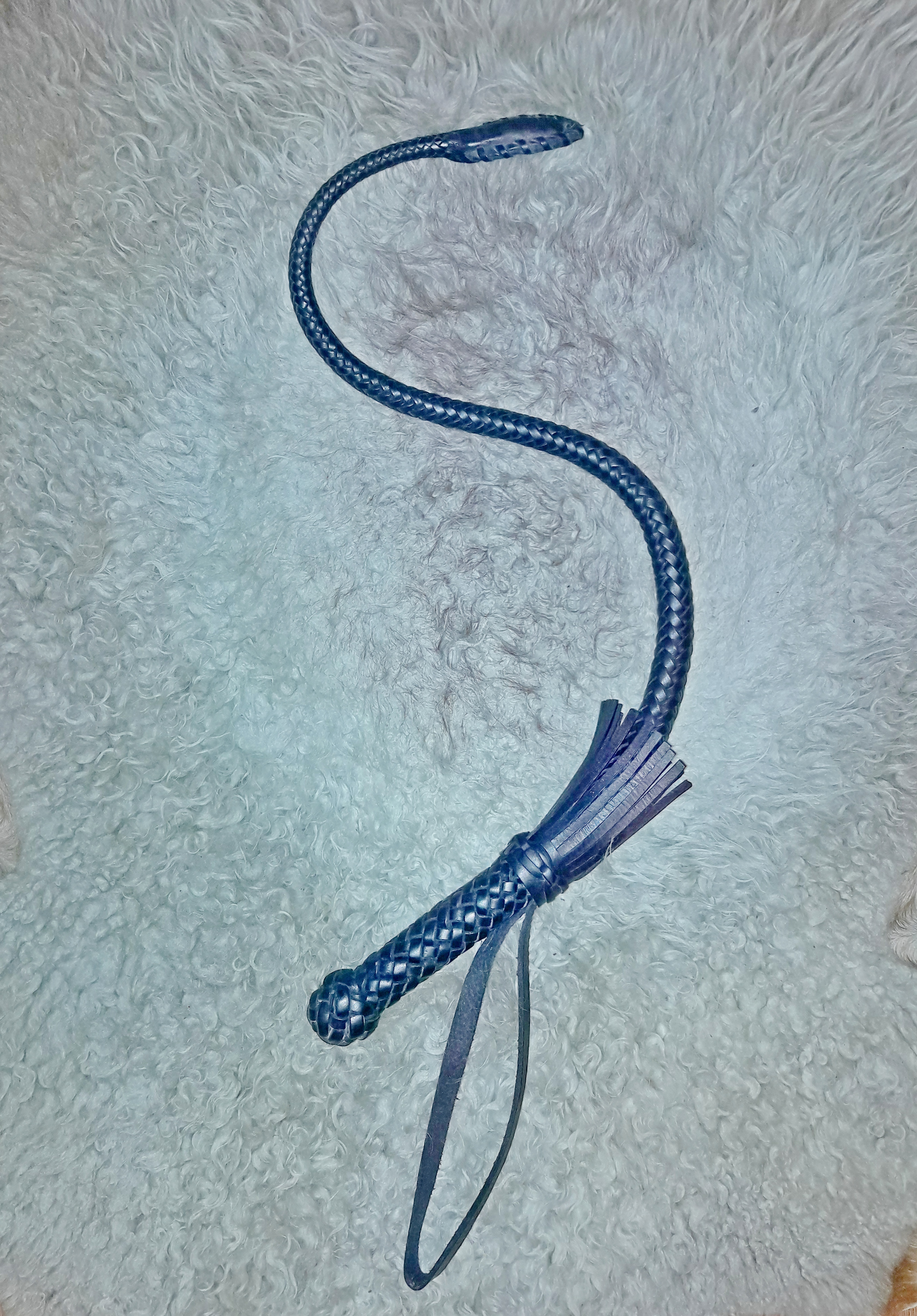
Нагайка кубано-терских казаков.